# Comuna Răucești, Neamț
Răucești este o comună în județul Neamț, Moldova, România, formată din satele Oglinzi, Răucești (reședința), Săvești și Ungheni.

## Așezare
Comuna se află în extremitatea nordică a județului, la limita cu județul Suceava, pe malul drept al râului Moldova, acolo unde acesta primește apele afluentului Sărata, la nord de orașul Târgu Neamț. Este străbătută de șoseaua națională DN15C, care leagă Piatra Neamț de Fălticeni.

## Demografie
Componența etnică a comunei Răucești
     Români (91,53%)
     Alte etnii (0,03%)
     Necunoscută (8,45%)
Componența confesională a comunei Răucești
     Ortodocși (87,47%)
     Alte religii (3,9%)
     Necunoscută (8,63%)
Conform recensământului efectuat în 2021, populația comunei Răucești se ridică la 7.588 de locuitori, în scădere față de recensământul anterior din 2011, când fuseseră înregistrați 7.781 de locuitori. Majoritatea locuitorilor sunt români (91,53%), iar pentru 8,45% nu se cunoaște apartenența etnică. Din punct de vedere confesional, majoritatea locuitorilor sunt ortodocși (87,47%), cu o minoritate de creștini de rit vechi (0,99%), iar pentru 8,63% nu se cunoaște apartenența confesională.

## Politică și administrație
Comuna Răucești este administrată de un primar și un consiliu local compus din 15 consilieri. Primarul, Dumitru Bălăjel[*], de la Partidul Național Liberal, este în funcție din 2016. Începând cu alegerile locale din 2024, consiliul local are următoarea componență pe partide politice:
|  | Partid                          | Consilieri | Componența Consiliului | Componența Consiliului | Componența Consiliului | Componența Consiliului | Componența Consiliului | Componența Consiliului | Componența Consiliului | Componența Consiliului |
|  | ------------------------------- | ---------- | ---------------------- | ---------------------- | ---------------------- | ---------------------- | ---------------------- | ---------------------- | ---------------------- | ---------------------- |
|  | Partidul Național Liberal       | 8          |                        |                        |                        |                        |                        |                        |                        |                        |
|  | Partidul Social Democrat        | 3          |                        |                        |                        |                        |                        |                        |                        |                        |
|  | Alianța pentru Unirea Românilor | 2          |                        |                        |                        |                        |                        |                        |                        |                        |
|  | Uniunea Salvați România         | 1          |                        |                        |                        |                        |                        |                        |                        |                        |
|  | Partidul Mișcarea Populară      | 1          |                        |                        |                        |                        |                        |                        |                        |                        |

## Istorie
La sfârșitul secolului al XIX-lea, comuna făcea parte din plasa de Sus-Mijlocul a județului Neamț și era formată din satele Răucești, Munteni, Aprodul Purice, Oglinzi și Lingurari. Existau în comună două mori de apă, trei biserici și o școală. Anuarul Socec din 1925 o consemnează în plasa Cetatea Neamț a aceluiași județ, având 3677 de locuitori în satele Aprodul Purice, Oglinzi și Răucești.
În 1950, comuna a trecut în administrarea raionului Târgu Neamț din regiunea Bacău. În 1968, a revenit la județul Neamț, reînființat, preluând și satele Săvești (de la comuna Drăgănești) și Ungheni (de la comuna Timișești); tot atunci, satul Aprodul Purice a fost desființat și comasat cu satul Răucești.

## Monumente istorice
Singurul obiectiv din comuna Răucești inclus în lista monumentelor istorice din județul Neamț ca monument de interes local este situl arheologic de pe dealul Munteni (lângă satul Răucești), unde se află urmele unei așezări eneolitice aparținând culturii Cucuteni, faza B.